# Kurir
Kurir – serbski dziennik wydawany w Belgradzie. Należy do gazet typu tabloid. Został założony w 2003 roku.